# Filipovo (distrikt)
Filipovo (bulgariska: Филипово) är ett distrikt i Bulgarien.   Det ligger i kommunen Obsjtina Bansko och regionen Blagoevgrad, i den sydvästra delen av landet, 110 km söder om huvudstaden Sofia.
I omgivningarna runt Filipovo växer i huvudsak blandskog. Runt Filipovo är det ganska glesbefolkat, med 38 invånare per kvadratkilometer.